# PRIDE.17
PRIDE.17（プライド・セブンティーン）は、日本の総合格闘技イベント「PRIDE」の大会の一つ。2001年11月3日、東京都文京区の東京ドームで開催された。
世界でのPPVでの大会名は「PRIDE 17: Championship Chaos」。オフィシャルテーマソングとしてヴィジュアル系ハードロックバンドJURASSICの「Go to the limit」が起用された。

## 大会概要
新設されたヘビー級とミドル級の初代王座決定戦が行われ、ヘビー級はアントニオ・ホドリゴ・ノゲイラ、ミドル級はヴァンダレイ・シウバが王座を獲得した。
K-1から参戦してきたミルコ・クロコップは高田延彦に時間切れで引き分けた。

### ルール改正
本大会よりヘビー級（+93.1kg）とミドル級（-93.0kg）が設置された。

## 試合結果
第1試合 PRIDEルール 1R10分、2・3R5分
○  ヘンゾ・グレイシー vs.  小原道由 ×
3R終了 判定3-0
第2試合 PRIDEルール 1R10分、2・3R5分
○  クイントン・"ランペイジ"・ジャクソン vs.  石川雄規 ×
1R 1:52 KO（スタンドパンチ連打）
第3試合 PRIDEルール 1R10分、2・3R5分
○  ダン・ヘンダーソン vs.  ムリーロ・ニンジャ ×
3R終了 判定2-1
第4試合 PRIDEルール 1R10分、2・3R5分
○  セーム・シュルト vs.  佐竹雅昭 ×
1R 2:18 TKO（レフェリーストップ：スタンドパンチ連打）
第5試合 PRIDEルール 1R10分、2・3R5分
○  マリオ・スペーヒー vs.  イゴール・ボブチャンチン ×
1R 2:52 肩固め
第6試合 PRIDE特別ルール 3分3R（延長2R）
○  トム・エリクソン vs.  マット・スケルトン ×
1R 1:11 ギロチンチョーク
第7試合 PRIDE特別ルール 3分3R（延長2R）
△  ミルコ・クロコップ vs.  高田延彦 △
延長2R終了 時間切れ
第8試合 PRIDEヘビー級王座決定戦 1R10分、2・3R5分
○  アントニオ・ホドリゴ・ノゲイラ vs.  ヒース・ヒーリング ×
3R終了 判定3-0
※ノゲイラが王座獲得に成功。
第9試合 PRIDEミドル級王座決定戦 1R10分、2・3R5分
○  ヴァンダレイ・シウバ vs.  桜庭和志 ×
1R終了時 TKO（ドクターストップ：左肩腱鎖関節脱臼）
※シウバが王座獲得に成功。